# Rafiki (Disney)
Ne doit pas être confondu avec Rafiki (film).
Rafiki est un personnage de fiction qui est apparu pour la première fois dans le long métrage d'animation Le Roi lion. Le personnage apparaît dans la suite du film Le Roi lion 2 : L'Honneur de la tribu dans Le Roi lion 3 : Hakuna Matata et la série d'animation La Garde du Roi lion.
Le terme « rafiki » signifie « ami » en swahili.

## Description
Rafiki est un vieux singe anthropomorphique proche du mandrill. Il vit dans un baobab et exerce des activités qui sont souvent chamanistes, mais parfois complètement grotesques. Il a tendance à parler de lui à la troisième personne. 
Il apparaît comme un guide pour les animaux, et surtout pour Simba, qui apparaît aux moments importants de sa vie, sa naissance, lorsqu'il doute de lui-même et de son destin et l'aide donc à le prendre en main, l'affronter et retourner vers sa vraie place (guide spirituel/mentor), et enfin lors de son accession au trône. Omniscient (ou presque), il intervient ponctuellement pour informer un personnage ou l'amener à se poser « les bonnes questions ».

## Apparence
Bien qu'il ressemble à un mandrill, Rafiki a une longue queue brisée et tendue et n'a pas de crête distinctive sur la tête. Ces caractéristiques font généralement référence à un babouin.

## Interprètes
| Voix originale : - Robert Guillaume dans : - Le Roi lion : - Le Roi lion 2 : L'Honneur de la tribu - Le Roi lion 3 : Hakuna Matata - Timon et Pumbaa - Khary Payton dans La Garde du Roi lion - John Kani dans Le Roi lion (live action) | Voix française : - Med Hondo dans : - Le Roi lion - Le Roi lion 2 : L'Honneur de la tribu - Le Roi lion 3 : Hakuna Matata - Timon et Pumbaa - La Garde du Roi lion (1re voix) - Fred Taïeb dans Le Roi lion (dernière réplique "c'est l'heure") - Marcel Boungou dans Le Roi lion 2 : L'Honneur de la tribu (chant) - Serge Faliu dans La Garde du Roi lion (2de voix) - Daniel Kamwa dans Le Roi lion (live action) |

- Voix allemande : Joachim Kemmer
- Voix brésilienne : Pietro Mário
- Voix espagnole : Genaro Vásquez
- Voix finnoise : Langry Abdeslam Chellaf
- Voix hongroise : Péter Barbinek
- Voix islandaise : Þórhallur Sigurðsson
- Voix italienne : Sergio Fiorentini
- Voix japonaise : Ryūji Saikachi
- Voix néerlandaise : Freddy Gumbs
- Voix norvégienne : Calvin R. Stiggers
- Voix polonaise : Jacek Czyż
- Voix portugaise : Fernando Luís
- Voix québécoise : Jacques Lavallée

## Chansons interprétées par Rafiki
À Upendi dans Le Roi lion 2 : L'Honneur de la tribu

## Caractéristiques particulières
- Son nom signifie « ami » en swahili, qui est un emprunt à l’arabe (رفيق, rafiq : ami, compagnon, préposé)[1].
- Il est révélé dans Le Roi lion : Six nouvelles aventures, « Les Frères ennemis », que Rafiki n'a pas toujours été un résident de la Terre des Lions.
- Rafiki apparaît dans quelques épisodes de la série télévisée d'animation « Timon et Pumbaa », et a également sa propre série de sketches appelé « Rafiki's Fables » dans le même spectacle.
- Rafiki est régulièrement invité au Mickey Mouse Night-club dans la série télévisée Disney's tous en boîte.
- Rafiki apparaît également au parc Disney's Animal Kingdom, où l’on peut le rencontrer, le saluer ainsi que prendre une photo avec lui dans une zone consacrée à l'étude de la planète et comprenant une crèche animale.
- Il faut préciser que dans la comédie musicale, Rafiki est toujours incarné par une femme.